# John Parker Hale
Pour les articles homonymes, voir John Parker (homonymie) et Parker.
John Parker Hale (31 mars 1806 – 19 novembre 1873) est un juriste et homme politique américain du New Hampshire. Il fut membre de la Chambre des représentants de 1843 à 1845 puis sénateur des États-Unis de 1847 à 1853, puis à nouveau de 1855 à 1865. Il a commencé sa carrière au Congrès en tant que démocrate, mais a aidé à créer le Free Soil Party anti-esclavagiste et a finalement rejoint le Parti républicain.
Il était l'un des dirigeants du Free Soil Party et son candidat à l'élection présidentielle américaine de 1852. En 1862, le président Lincoln le nomme ambassadeur des États-Unis en Espagne, où il servira jusqu'en 1865.

## Source
(en) « John Parker Hale », sur Biographical Directory of the United States Congress